# Чесько-Моравська височина

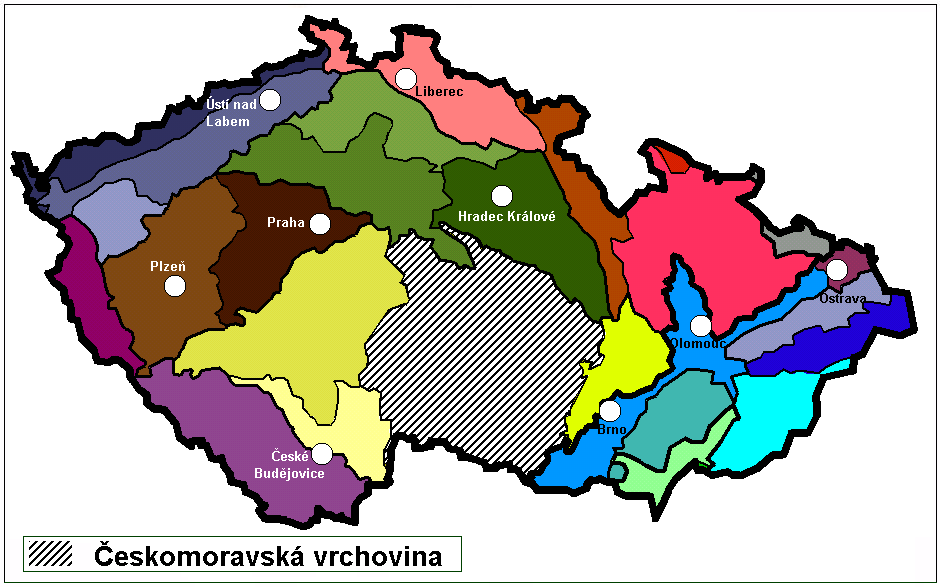
Чесько-Моравська височина на геоморфологічній мапі Чехії

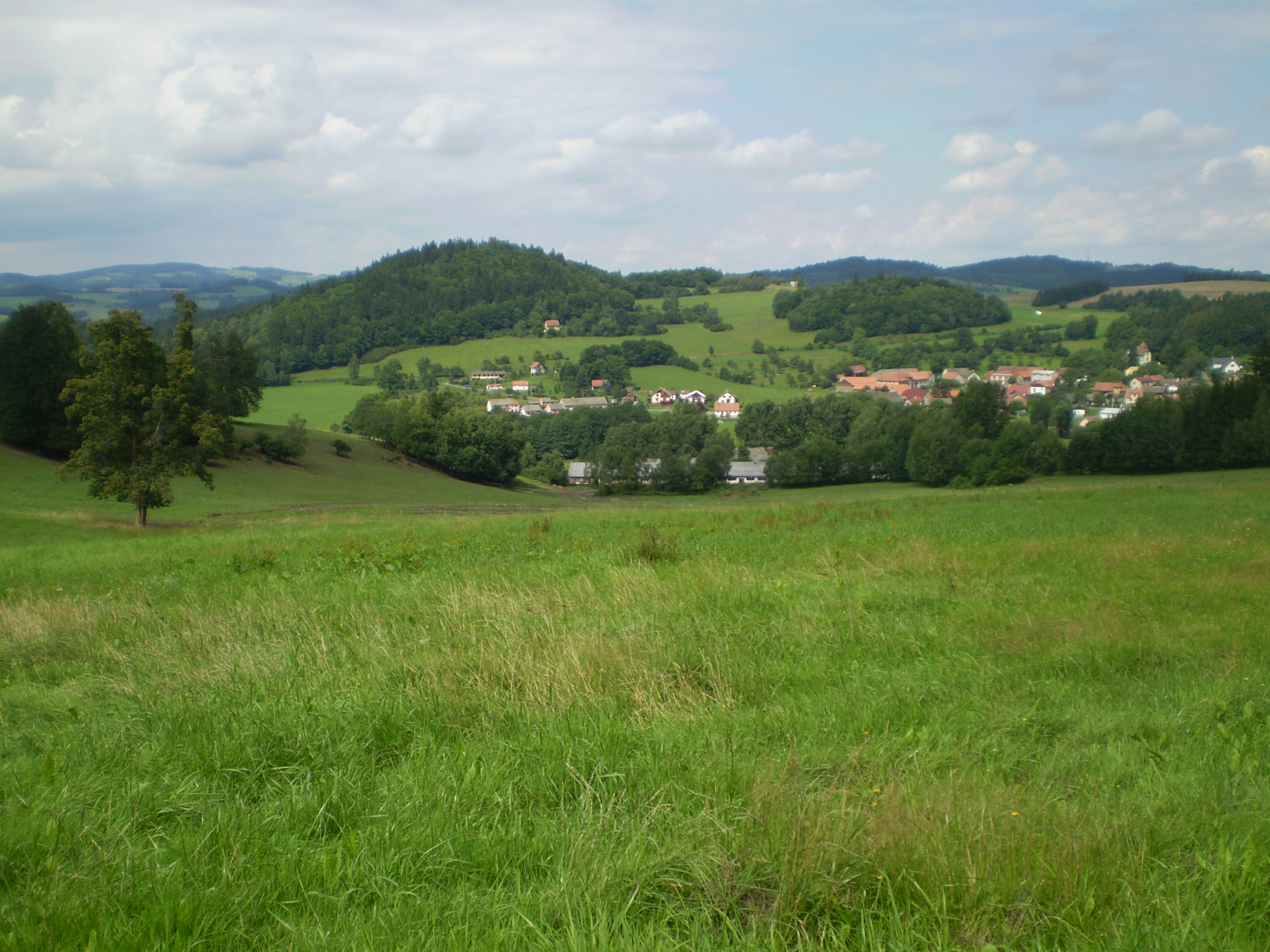
Типовий ландшафт

Чесько-Моравська височина або Богемсько-Моравська височина (чеськ. Českomoravská vrchovina або Vysočina; нім. Böhmisch-Mährische Höhe) — височина в Чехії, південно-східній частині Чеського масиву. Розташування верховини збігається з розташуванням Краю Височина.
Протяжність становить близько 150 км при ширині до 100 км. Найвища точка — гора Яворжіце (837 м). Височина складена переважно гранітами і гнейсами. У рельєфі переважають сильно розчленовані річками пагорби і низькогір'я з окремими скелястими гребенями. На території розташовані широколисті і хвойні ліси, луки, пасовища.

## Ресурси Інтернету
- Fotogalerie der Böhmisch-mährischen Höhen [Архівовано 26 жовтня 2007 у Wayback Machine.]
- Велика Радянська Енциклопедія [Архівовано 16 грудня 2014 у Wayback Machine.]